# Comtessa de Dia
Comtessa de Dia (slovensko Grofica Diejska), s pravim imenom morda Beatrika ali Isoarda (ustvarjala ok. 1175 ali ok. 1212), je bila trubadurka, * ok. 1140, † ok. 1212. 
V sodobnih dokumentih je znana samo kot Comtessa de Dia, vendar je bila najverjetneje hči grofa Isoarda II. Diaškega iz mesta severovzhodno od Montélimarja v južni Franciji, ki je zdaj znano kot Die. Znano je, da je bila poročena z Viljemom Poitierskim, vendar je bila zaljubljena v Raimbauta Oranškega (1146-1173) in je o njem tudi pela. Bruckner, Shepard in White jo prek analize njenih pesmi povezuje s krogom pesnikov, ki so ga sestavljali Raimbaut d'Aurenga, Bernart de Ventadorn in Azalais de Porcairagues.
Obstaja hipoteza, da je bila Grofica de Dia dejansko poročena z Guillemovim sinom Ademarjem Peiteuškim, čigar ženi je bilo ime Philippa de Fay, in da je bil njen pravi ljubimec Raimbaut de Vaqueiras.
Ohranjenih je pet grofičinih del, vključno s štirimi kansi in enim tensom. Strokovnjaki so razpravljali o tem, ali je Comtessa avtorica tensa Amics, en greu consirier, ki se običajno pripisuje Raimbautu d'Aurengi.
Njena pesem A chantar m'er de so qu'eu no volria v okcitanskem jeziku je edina pesem trobairitza, ki je preživela z nedotaknjeno glasbo. Glasba za A chantar je zapisana samo v Le manuscript di roi, zbirki pesmi, prepisanih okoli leta 1270 za Karla Anžujskega, brata Ludvika IX.
Njene ohranjene pesmi so:
- Ab joi et ab joven m'apais
- A chantar m'er de so qu'ieu non volria
- Estât ai en greu cossirier
- Fin ioi me don'alegranssa

Tipične teme besedil Comtesse de Dia vključujejo optimizem in samohvalo v svoji ljubezni ter izdaji. V A chantar igra Comtessa vlogo izdane ljubimke, a se še naprej brani in hvali. V Fin ioi me don'alegranssa se norčuje iz lausengierja, osebe, znane po ogovarjanju. Tiste, ki ogovarjajo, primerja z "oblakom, ki zakriva sonce". V besedilih uporablja več različnih strof.